# Казначейские знаки образца 1917 года
Казначейские знаки образца 1917 года, или керенки — бумажные денежные знаки, выпуск которых был организован Временным правительством с 18 сентября 1917 года согласно постановлению от 22 августа 1917 и продолжен в 1918—1919 годах Народным банком РСФСР, а также незаконно в различных местных типографиях. Были формально номинированы в золотых рублях, однако не имели реального золотого обеспечения. Хотя основная масса данных денежных знаков была выпущена в РСФСР, в народе они получили название «керенки» по фамилии министра-председателя Временного правительства А. Ф. Керенского.
Казначейские знаки этого выпуска находились в обращении до 1 октября 1922 года, когда, согласно декрету СНК РСФСР от 8 сентября 1922 года, теряли платежную силу. Обмен казначейских знаков на денежные знаки РСФСР образца 1922 года осуществлялся в соотношении 10 000 : 1.
Оформление казначейских знаков было скопировано с марок консульской почты. Орел без короны, размещенный на «керенках», был нарисован художником Иваном Билибиным.
Банкноты были отпечатаны на белой бумаге с водяными знаками в виде «коврового» орнамента по всему полю, листами по 40 штук (5×8), без нумерации, подписей должностных лиц и года эмиссии. По мере развития гиперинфляции керенки перестали разрезать, поскольку это потеряло смысл, а все расчёты ими осуществлялись целыми листами.
| изображение                                     | изображение       | номинал (рублей) | размеры (мм) | основные цвета    | описание                                                                         | описание                                                | описание     | даты            | даты      | даты           |
| лицевая сторона                                 | оборотная сторона | номинал (рублей) | размеры (мм) | основные цвета    | лицевая сторона                                                                  | оборотная сторона                                       | водяной знак | введения        | печати    | изъятия        |
| ----------------------------------------------- | ----------------- | ---------------- | ------------ | ----------------- | -------------------------------------------------------------------------------- | ------------------------------------------------------- | ------------ | --------------- | --------- | -------------- |
|                                                 |                   | 20               | 56×43,5      | коричневый жёлтый | эмблема Российской республики, номинал цифрами и прописью, пояснительная надпись | номинал и предупреждение об ответственности за подделку | орнамент     | 22 августа 1917 | 1917−1919 | 1 октября 1922 |
|                                                 |                   | 40               | 56×43,5      | красный зелёный   | эмблема Российской республики, номинал цифрами и прописью, пояснительная надпись | номинал и предупреждение об ответственности за подделку | орнамент     | 22 августа 1917 | 1917−1919 | 1 октября 1922 |
| Масштаб изображений — 1,0 пикселя на миллиметр. |                   |                  |              |                   |                                                                                  |                                                         |              |                 |           |                |

В условиях гражданской войны керенки зачастую печатали незаконно, в неспециализированных типографиях, разными красками, нередко на неподходящей бумаге, иногда на обороте различных этикеток товаров и продуктов, потому они не вызывали к себе доверия у населения, а слово «керенки» стало нарицательным для презрительного обозначения обесценившихся, никому не нужных денежных знаков:
Где рельсы слепли и чесались,
Едва с пургой соприкасались,
Где слышалось: вчерась, ночесь,
И в керенку ценилась честь…Борис Пастернак
Но не конфузятся волжане:
«Керенки» знает вся страна.
Они у каждого в кармане —
А чтобы драл их сатана!
Народ, жуя ржаные гренки,
Ругает «детище» его:
Ведь потруднее сбыть «керенки»,
Чем Керенского самого!..Игорь Северянин
Также «керенками» иногда не совсем корректно называют другие деньги, связанные с Временным правительством, которые имели хождение в этот период — государственные кредитные билеты образца 1917 и 1918 года.